# Averuitkokermot
De averuitkokermot (Coleophora granulatella) is een vlinder uit de familie kokermotten (Coleophoridae). De wetenschappelijke naam is voor het eerst geldig gepubliceerd in 1849 door Zeller.

## Kenmerken
De spanwijdte is 11-13 mm.
De larven voeden zich met wilde averuit (Artemisia campestris). Ze mineren de bladeren van hun waardplant.

## Voorkomen
Het is bekend van het grootste deel van Europa tot China. Het werd onlangs gerapporteerd vanuit Noord-Amerika, met gegevens uit Alberta, British Columbia, Yukon, Arizona, Colorado, Michigan, Wyoming en Washington.